# 马正勇
马正勇（1973年1月—），男，汉族，宁夏固原人，北京大学法学博士。中国共产党党员，中华人民共和国政治人物。曾任清远市人民政府市长、梅州市人民政府市长。现任广东省人民政府党组成员、副省长，中共梅州市委书记、市人大常委会主任。

## 生平
1995年毕业于北京大学哲学系哲学专业，后留校工作。
2005年2月，到地方出任广州市政府法制办公室副主任；2017年3月，任中共广州市海珠区委书记。
2020年1月，任清远市市长。2021年7月，转任梅州市市长。同年10月，升任中共梅州市委书记。
2025年4月，任广东省人民政府副省长，晋升副部级。